# Ferenc Puskás I
Ferenc Puskás (11 de Maio de 1903 — Budapeste, 1952) foi um futebolista e treinador húngaro. É mais lembrado como sendo pai do lendário Ferenc Puskás Biró.
Ferenc Puskás, que nasceu como Ferenc Purczeld (Purczeld Ferenc, no padrão húngaro), cujo sobrenome original era de origem alemã, fora modificado numa das muitas mudanças dos "ânimos" políticos húngaros - nesta época o nacionalismo era extremo no país, que forçou a muitas famílias a adaptar o sobrenome. "Puskás", em húngaro, significa "revólver".
Durante sua carreira como futebolista, se destacaria principalmente no Kispest, tendo permanecido na equipe durante nove temporadas. Dentre seus companheiros, estavam Rezső Rozgonyi e Rezső Somlai, que defenderiam a Seleção Húngara no vice-campeonato da Copa do Mundo de 1934.
Após se aposentar, se tornaria o treinador da equipe na temporada seguinte. Sua primeira passagem, que durou cinco temporadas, terminaria sem títulos. Acabaria deixando o clube e, retornando três temporadas depois, para mais uma passagem, de duas temporadas. Durante sua segunda passagem, treinaria seu filho, Ferenc Puskás Biró, que havia sido promovido à equipe principal na temporada anterior ao seu retorno ao clube.
Acabaria deixando o clube novamente para dar lugar a Béla Guttmann. Porém, após uma fraca campanha no campeonato nacional e um desentendimento com Ferenc Puskás filho, Guttmann foi demitido e Ferenc retornou ao comando do clube.
Apesar de tradicional, o Kispest não era uma equipe vencedora. Seu único título no futebol havia sido em 1926, quando conquistou a Copa da Hungria. Porém, a história do clube mudaria em 1949, quando o Exército húngaro, decidido a ter seu próprio time de futebol, associou-se ao Kispest, que foi renomeado Honvéd. Gusztáv Sebes, vice-ministro dos Esportes, garimpou jogadores e colocou os melhores que encontrou no Honvéd.
O time conquistou o primeiro campeonato húngaro que disputou como Honvéd logo em seguida, na temporada 1949-50, tendo seu filho, terminado como artilheiro com 31 gols. Na temporada seguinte, conquistaria o segundo título do clube, com Puskás filho terminando novamente como artilheiro, agora com "apenas" 25 tentos. Apesar do sucesso, após terminar em segundo na temporada seguinte ao bicampeonato, quatro pontos atrás do Vörös Lobogó, o time da polícia, acabou sendo demitido.